# إدوارد نورمان
إدوارد نورمان (بالإنجليزية: Edward Norman)‏ هو مؤرخ بريطاني، ولد في 22 نوفمبر 1938.